# Litsea leefeana
Litsea leefeana är en lagerväxtart som först beskrevs av Muell., och fick sitt nu gällande namn av Elmer Drew Merrill. Litsea leefeana ingår i släktet Litsea och familjen lagerväxter. Inga underarter finns listade i Catalogue of Life.